# Peruzzi (Handelsgesellschaft)

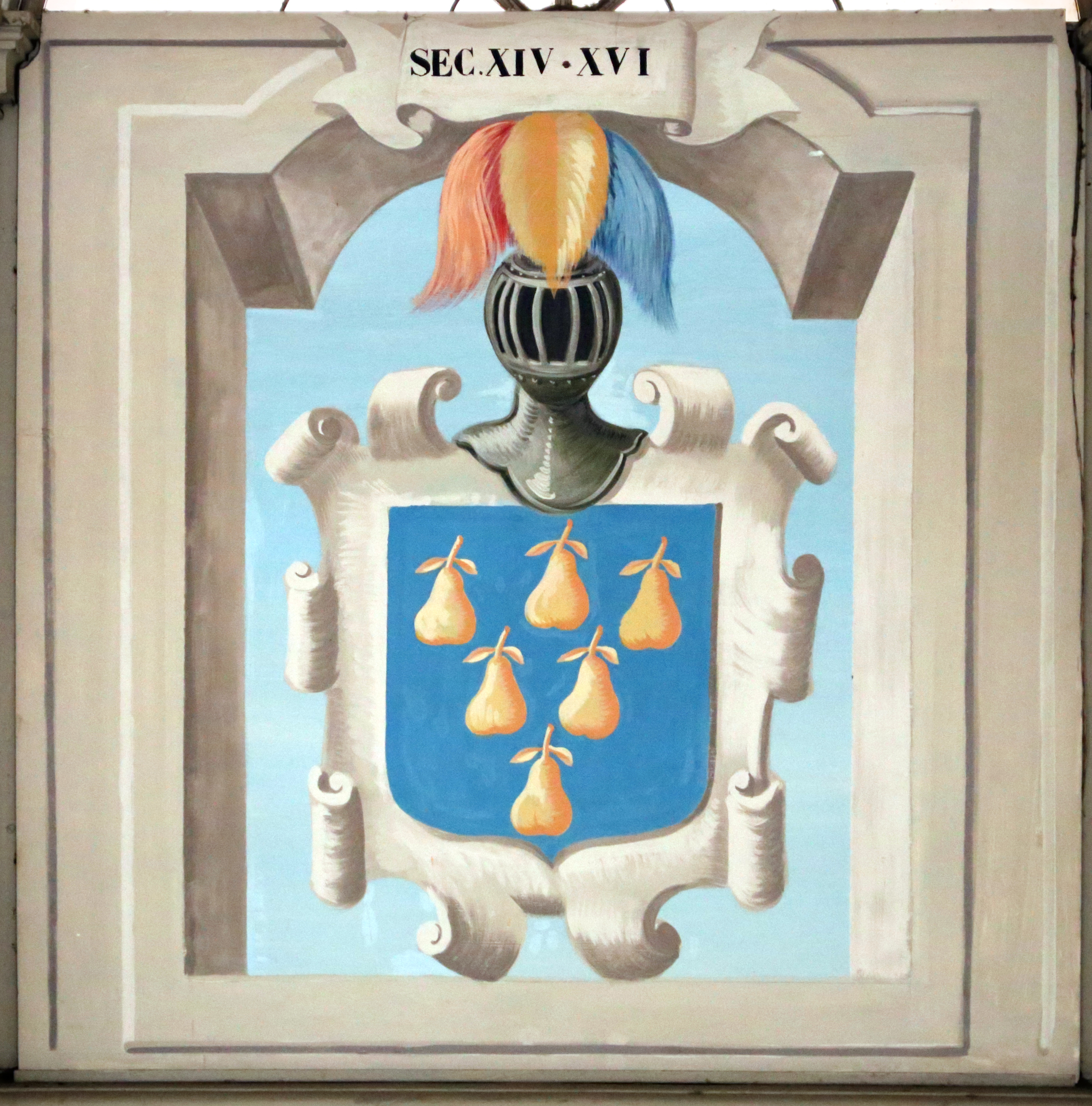
Familienwappen im Peruzzi-Palast

Die in Florenz ansässigen Peruzzi waren vom 13. Jahrhundert bis zum Jahr 1343 eines der größten Bankhäuser und eine der größten Handelsgesellschaften Europas. Ihr Vermögen hatte die Familiengesellschaft im Weizenhandel mit Süditalien gemacht. Die Peruzzi spielten für die politische Geschichte von Florenz eine erhebliche Rolle. Sie stellten mindestens zehn Gonfalonieri, das höchste städtische Amt, dazu kamen 54 Prioren; einige von ihnen wurden zu Rittern geschlagen. Der Historiker Giovanni Villani behauptete, sie seien mit 600.000 Florin bankrottgegangen, nachdem sie dem englischen König Edward III. für seine Vorhaben gewaltige Kredite gegeben hatten.
In der Geschichtswissenschaft wird meist von den Peruzzi geschrieben, womit ein Familienunternehmen gemeint ist, ohne dass weiter differenziert wird. In der Tat waren die meisten Compagnie ursprünglich Familiengesellschaften, etymologisch aß man das gleiche Brot (pane), gehörte also zu einem gemeinsamen Haushalt. Doch spätestens im 13. Jahrhundert waren so viele Anteilseigner hinzugekommen, die nicht der Familie angehörten, dass man von gemischten Gesellschaften spricht. Andererseits hatte noch lange nicht jeder Angehörige der Familie Einfluss, so dass sich eine begrenzte Zahl von Peruzzi herausschälen lässt, die die Firma tatsächlich führten. Wieder andere hatten zwar in der Firma keinen großen Einfluss, doch hatten sie politische, militärische oder religiöse Positionen inne, durch die sie die Verhältnisse zugunsten der Firma beeinflussen konnten.

## Geschichte

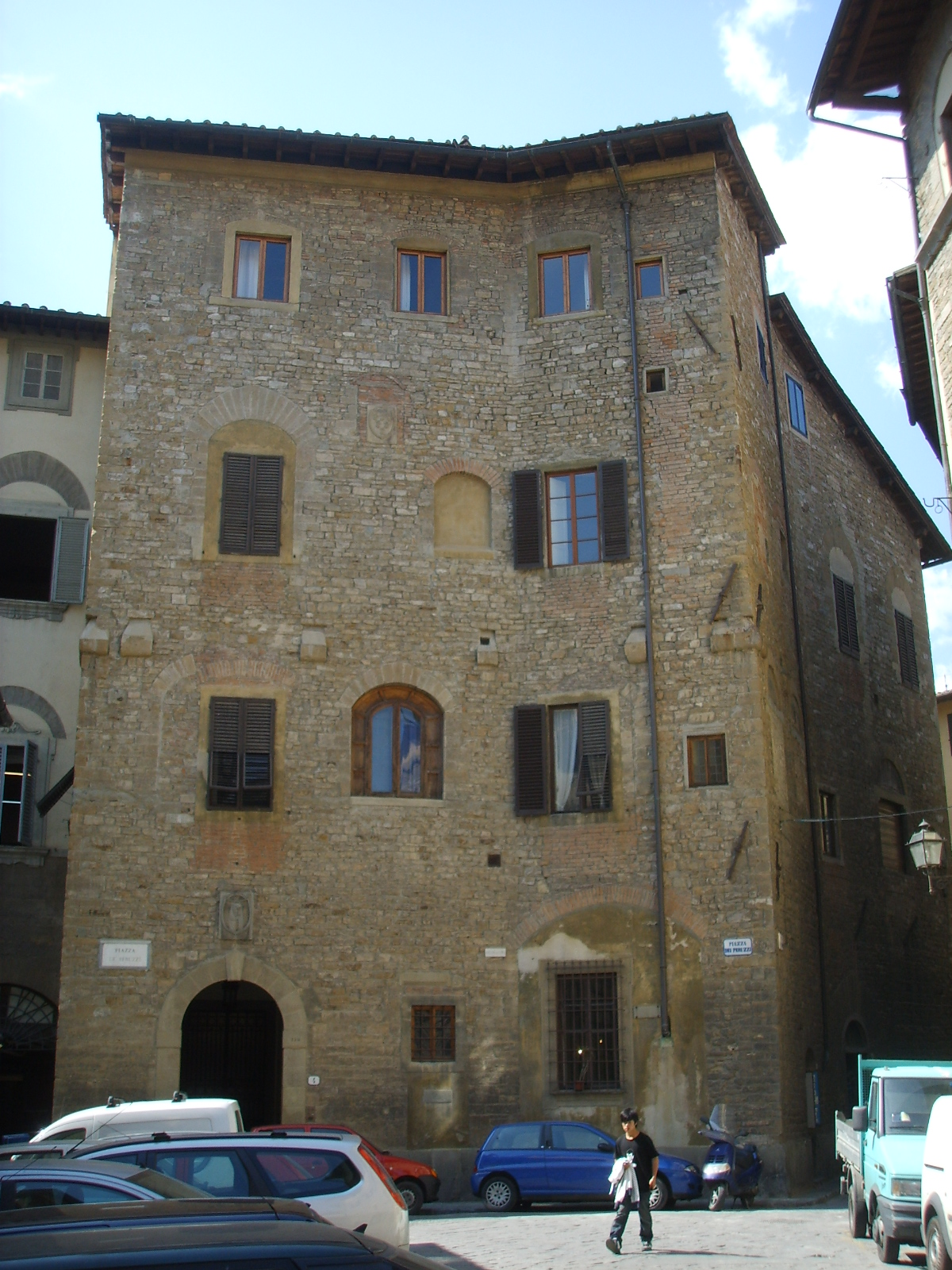
Einer der Türme der Peruzzi in Florenz. Er steht am seinerzeitigen Corte dei Peruzzi (heute Piazza dei Peruzzi), der vollständig von Gebäuden der Familie umstanden war. Diese Anordnung diente Verteidigungszwecken.

Um 1300 war es den großen Florentiner Gesellschaften gelungen, den Weizenexport Süditaliens zu steuern, den seit 1268 die Anjou zunächst unter Karl I., dann Karl II. beherrschten. Sie kauften dort die gewaltigen, in den oberitalienischen Städten nachgefragten Getreidemengen auf und boten dafür vor allem toskanische Tuche, die sie überwiegend in Neapel verkauften. Dabei kam ihnen entgegen, dass einerseits die Anjou hochfliegende Eroberungspläne verfolgten, denn sie wollten Byzanz erobern, andererseits stürzte 1282 ein Volksaufstand (die Sizilianische Vesper) die Anjou auf Sizilien und rief das iberische Königshaus Aragón auf den Plan, dem die Insel zufiel. Die an diesen Kämpfen beteiligten Mächte brauchten sprunghaft viel mehr Geld, um ihre Ziele zu verfolgen, sodass sie alles daran setzten, die Rohwaren ihrer Länder zu verkaufen. Dieser Getreidehandel machte die Florentiner Bankhäuser der Peruzzi, aber auch die Bardi und Acciauoli außergewöhnlich reich, die den Handel unter sich aufteilten und sogar die Venezianer zeitweise verdrängten.

### Anfänge

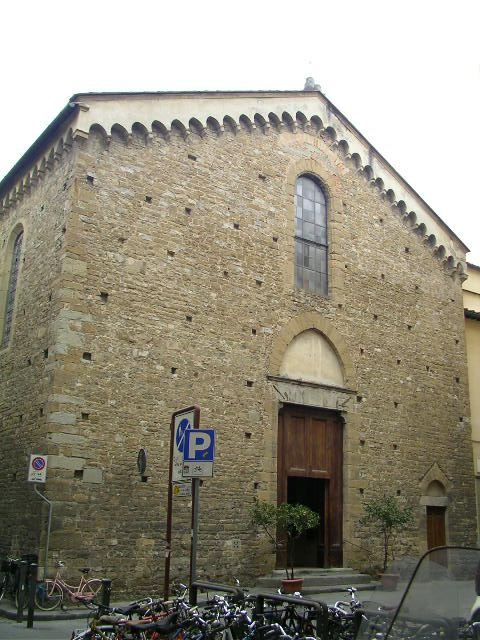
San Remigio in Florenz

Dank der Arbeiten des Florentiner Genealogen Luigi Passerini lässt sich die Geschichte der Peruzzi bis etwa 1150 zurückverfolgen. Er argumentierte mit überzeugenden Gründen gegen die Behauptung der Familie, ihr Name leite sich von der Porta della Pera ab und sie gehe bis auf römische Ursprünge zurück. Ein Dokument aus San Remigio ist das älteste, das einen Hinweis auf die Peruzzi bietet. Darin erscheint ein Ubaldino di Peruzzo, was für die These Passerinis spricht, es handle sich um eine Verkleinerungsform des Namens Piero, aus der Peruzzo, später Peruzzi wurde. Damit würde der Name vielleicht eher auf das Dorf Ruota im Tal des Arno (Valdarno) hinweisen.
Ubaldino erscheint in einer Urkunde des Klosters S. Salvi. Spätestens um 1200 war der Aufstieg der Familie in Florenz gelungen, 1203 wurde ein Guido Ratsherr und sein Name erscheint auf einem Friedensabkommen mit Siena. Dass sie auch wirtschaftlich aufstiegen, belegt ein Mazzetto, der 1225 in die Arte della Seta, in die Seidengilde aufgenommen wurde, eine der sieben wichtigsten Gilden der Stadt. Offenbar hielten sie sich aus den Kämpfen zwischen Ghibellinen und Guelfen heraus, denn in Villanis Liste der entsprechenden Familien für das Jahr 1215 erscheinen sie nicht. Vielleicht waren sie aber auch noch zu unbedeutend, denn die Bardi erscheinen bereits dort. Erst in den 1260er Jahren spielten die Peruzzi in diesen Kämpfen eine Rolle. Arnoldo wurde auf dem Schlachtfeld von Montaperti zum Ritter geschlagen.

### Filippo und Arnoldo, steiler Aufstieg
Erst die Söhne von Amideo Peruzzi, Filippo und Arnoldo, leiteten den steilen Aufstieg der Familie ein. Arnoldos Nachkommen dominierten die Reihen der Männer, die die Firma führten, denn sie stellten allein 28 der führenden Persönlichkeiten, während die Nachkommen seines Bruders Filippo nur 9 von ihnen stellten. Filippo erlangte politische und militärische Erfolge; er wurde Ritter, wie sein Sohn Guido. Ein anderer Sohn namens Chiaro wurde Kleriker, sein Enkel Simone war ein überaus erfolgreicher Unterhändler und Diplomat. Arnoldos Söhne Pacino und Giotto waren sowohl wirtschaftlich als auch politisch sehr erfolgreich. Pacino erhielt eine Rente dafür, dass er in seinem Palast nach der Schlacht von Campaldino 800 ghibellinische Parteigänger hatte einsperren lassen. So griffen die beiden Zweige der Familie ineinander.
Filippo war Anhänger der Ghibellinen und war beim Sieg über die Guelfen in der Schlacht von Montaperti 1260 dabei. Doch die Guelfen, unter ihnen zahlreiche Peruzzi, führten den Kampf weiter. Nach den Niederlagen der Nachfolger Kaiser Friedrichs II., Manfred und Konradin in den Jahren 1266 und 1268 gegen den auf der päpstlichen Seite kämpfenden Karl von Anjou verschwand Filippo aus Florenz – vielleicht als Söldnerführer. 1280 soll er zurückgekehrt sein und den Frieden zwischen den streitenden Parteien mitunterzeichnet haben. Allerdings lässt sich zeigen, dass er bereits 1274 eine Firma in Florenz führte. Über Arnoldo ist weniger bekannt, außer dass er auf der Gegenseite kämpfte.

### Versöhnung der Familienzweige, 1283

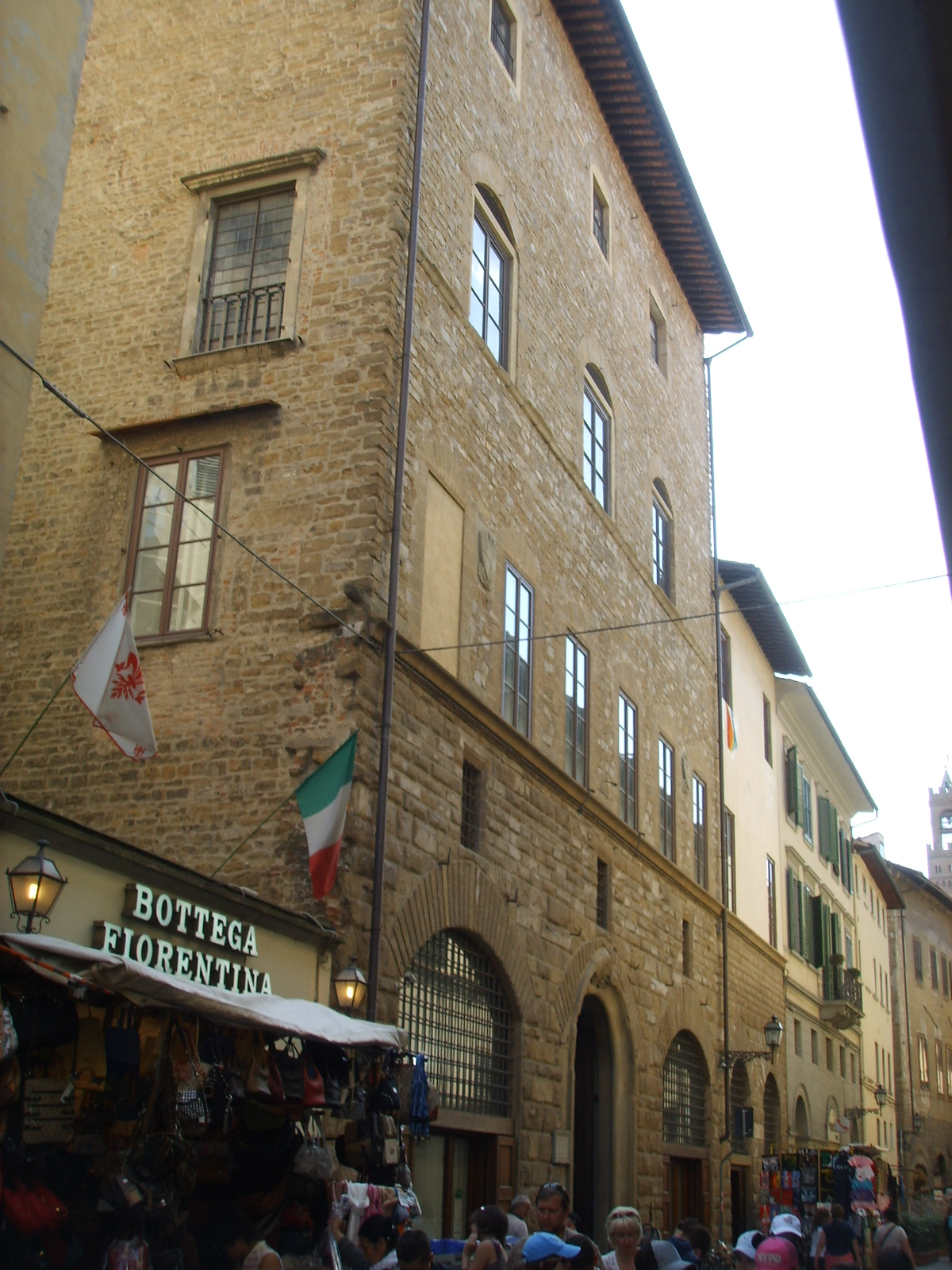
Fassade des Palazzo Peruzzi

Anscheinend begann der Aufstieg in den Florentiner Stadtadel erst nach der Versöhnung der Familienzweige im Jahr 1280 und vor allem in den 1290er Jahren. Zu dieser Zeit wurden sie bereits mit „messer“ angesprochen, eine Form, die nur für Ritter und Ratsherren reserviert war. Die Familie stellte allein vier Ritter. Filippo wurde 1284 einer der Prioren, ein Amt, das erst zwei Jahre zuvor entstanden war, und es entstand der Palazzo Peruzzi. 1283 vereinten die Söhne der ehemaligen Gegner das Familienvermögen, das nun aus zwei gleichen Anteilen bestand. Ein Teil des Vermögens diente dem Landerwerb im Contado, also im Umland der Stadt, der andere dem von Häusern in Florenz. Deren Rechnungsbücher wurden durchgängig getrennt geführt. Diese Institution war wiederum unabhängig von der Peruzzi-Compagnia. Solche Sondergesellschaften für bestimmte Aufgaben wurden häufig gegründet, sie dienten nicht nur der organisatorischen Abtrennung, sondern vor allem dem Schutz des Eigenkapitals.
Daneben entstanden Außen- oder Zweigstellen; so ist schon in den 1270er Jahren eine solche in Neapel greifbar. Dort ergaben sich enge Kontakte zum Königshaus der Angevinen, insbesondere zu Karl II. von Anjou. Arnold, der Leiter der Stelle in Neapel, wurde zum Berater des Königs und zu einem seiner Familiaren. Die Gesellschaft profitierte von dem weiträumigen Handel der Anjous, ebenso wie von ihren militärischen Unternehmungen. Sie verkaufte Getreide von Brindisi nach Griechenland, wo gleichfalls Anjoufamilien saßen, wobei sie Schiffe der Templer nutzten. Außerdem handelten sie mit Salz und investierten in die päpstlichen Salzflotten, wahrscheinlich auch in der Levante.

### Alleinführung durch Filippo, 1292–1303
Als Arnoldo 1292 starb, führte Filippo die Gesellschaft mehrere Jahre allein, auch wenn sein Neffe Pacino den Anteil seines Vaters für kurze Zeit 1298 übernahm. Er starb bereits 1299. Filippo gelang es neben Florenz und Neapel auch in Paris Fuß zu fassen, ab 1294 mit königlicher Erlaubnis auch in Aragón. Arnoldos Söhne waren weniger im Unternehmen tätig – vielleicht hatten sie noch nicht einmal Anteile –, sondern in der Politik. Arnoldos Sohn Pacino wurde 1286 und 1288 zum Prior gewählt, wurde 1290 Kämmerer der Kommune, 1293 Konsul der einflussreichen Händlergilde, 1297 gar Gonfaloniere di Giustizia. Sein Bruder Giotto war 1293 Prior, 1297 Konsul der Bankiersgilde. Beim Tod ihres Vaters im Jahr 1292 entstanden zwei neue gemeinsame Fonds, der eine für die Armen der Stadt, der andere für die Ehre der Familie. Ihr Onkel Filippo führte das Unternehmen bis zu seinem Tod im Jahr 1303. Er steuerte die Firma zudem durch die Verfassungskrise von 1292, als 150 Magnatenfamilien ausgeschaltet wurden. Die Peruzzi waren nicht dabei, und wahrscheinlich wurden sie auf diese Art von wirtschaftlicher und politischer Konkurrenz befreit. 1295 steuerte Filippo die Firma durch die Zeit des Gegenschlags der Magnaten. In diesem Jahr verabschiedete eine für die Magnaten günstige Signoria ein Gesetz, das die Ordinamenti von 1292 aufweichte, doch nun teilten sich die Großen der Stadt in zwei Fraktionen. Eine führten die Donati, die die Ordinamenti abschaffen wollten, die andere die Cerchi. Später wurden diese Parteien Neri (Schwarze) und Bianchi (Weiße) genannt.
Schon vor 1300 betätigten sich Peruzzi als Geldwechsler und -leiher. Ihre Tätigkeit umfasste allerdings mehr, denn auch die Annahme und Verwaltung von Depositen, Vergabe von Kurzzeitkrediten, Handel mit Edelmetallen und die Finanzierung von Handelsunternehmen außerhalb der Stadt, also des Fernhandels, war ihnen trotz des Zinsverbots gestattet. Mit dem nicht wieder investierten Geld wurde, wie üblich, Land erworben. Dort vergaben sie wiederum Kredite an die Bauern. Dabei fielen ihnen zahlreiche Höfe zu. Dieser Landbesitz wiederum diente einer rapide wachsenden Stadt, indem er sie mit Lebensmitteln und Färberpflanzen versorgte. Giotto di Arnoldo (also aus dem Arnoldozweig) besaß sogar ein eigenes Haus in Florenz, das vor allem dem Verkauf des auf seinem Besitz geernteten Weines diente.
Filippo war es auch, der die Familienfirma in eine Kapitalgesellschaft umwandelte. Bereits 1292 zog er drei Investoren hinzu, nämlich Banco Raugi, Gianni Ponci und Bandino Spiglati. Diese allzu einfache Struktur genügte den Anforderungen des wachsenden Unternehmens bald nicht mehr. So entstand 1300 eine Struktur, die bis zum Ende der Firma Bestand hatte. Ihr Kapital belief sich inzwischen auf 124.000 Lire, einer reinen Rechenwährung, was zu dieser Zeit rund 85.000 Goldflorin entsprach. 60 % steuerten die Peruzzi bei, davon drei Fünftel die Söhne Arnoldos, zwei Fünftel die Söhne Filippos. Die übrigen 40 % stammten von vermögenden Familien, wie den Baroncelli, Bentacorde, Folchi, Infanghani, Raugi, Silimani und Villani. Während die Infanghani zu den Magnaten zählten, gehörten die Folchi, Raugi und Silimani den einst gegnerischen Popolanen an, ebenso wie Baroncelli und Bentacorde. Villani war ein ehrgeiziger, junger Unternehmer. Es gelang Filippo also, jenseits aller Standes-, politischen und sozialen Fraktionierungen eine Firma aufzubauen, die dennoch in Peruzzihand blieb. Konflikte, wie die mit den Adimari, konnte er rechtzeitig durch ein Abkommen entschärfen. Familieninterne Konflikte, die etwa entstehen konnten, weil sich die Anteilseigner nicht einigen konnten, ließen sich vermeiden, indem Angehörige zwar investieren konnten, und daher auch Einfluss gewannen, indem sie etwa eine Zweigstelle erwarben, aber sie wurden bei zentralen Entscheidungen nicht zur Abstimmung herbeigezogen. Solche Angehörige, wie etwa Simone, hielten Depositen, und unterstützten das Unternehmen auf der politischen und diplomatischen Ebene, wie etwa bei Gesandtschaftsreisen zum Papst. Auch als Johanna, die Erbtochter der Anjous, den König von Ungarn heiratete, war er anwesend; 1335 führte er die Gesandtschaft zu Mastino II. della Scala von Verona. 1341 und 1344 wurde auch er Prior in Florenz, 1347 ging er als Gesandter nach Ungarn, bevor er 1348 der Pest zum Opfer fiel. Sein Familienzweig überstand sogar den Zusammenbruch der Firma fast unbeschadet.

### Höhepunkt und Bankrott
Die herausragenden Führungsfiguren waren aber Giotto di Arnolfo und sein Bruder Tommaso. Tommaso leitete das Unternehmen ab 1303. Als 1310 König Robert von Neapel Aufenthalt in Florenz nahm, war er 24 Tage lang bei den Peruzzi zu Gast. Das Kapital der Firma betrug in diesem Jahr rund 100.000 Goldflorin. Es bestanden Zweigstellen in London und Brügge, in Paris und Avignon, auf Zypern und auf Rhodos, auf Mallorca und in Tunis, vor allem aber in allen Handels- und Finanzzentren Italiens, also in Venedig, Genua, Pisa, Neapel, Palermo, Barletta, Girgenti und in Cagliari auf Sardinien. Auf dem Höhepunkt waren es 16 Zweigunternehmen. Warenhäuser bestanden in Ragusa, in Konstantinopel, in Köln.
Die Peruzzi hatten 1310 genau 102.758 Florin investiert. Damit lagen sie, berechnet man den Wertverfall mit ein, doppelt so hoch, wie das gesamte Medici-Konglomerat im Jahr 1450, das zusammen mit allen Einlegern 90.687 Florin investiert hatte. Auf dem Höhepunkt seiner Firma arbeitete Francesco Datini mit einem investierten Kapital von 45.500 Florin.
Die Peruzzi besaßen viele Häuser an der Westseite der Via de' Benci. Hinzu kamen Häuser im Borgo de' Greci, aber auch in der Via dell'Anguillara, der Via de'Rusticu usw.
Die kapitalstarken Florentiner Unternehmen betätigten sich zunehmend als Finanziers auch größerer kriegerischer Unternehmen. Als die Hospitaliter 1309 Rhodos eroberten, hatten allein die Peruzzi 164 Schuldner in ihren Büchern. Darüber hinaus betätigten sie sich im Auftrag der englischen Krone als Einzieher von Abgaben, insbesondere der Hafenzölle. Ähnlich wie bei den Anjou in Süditalien erhielten sie Zugriff auf die Münzherstellung und deren Einbringung in den noch schwach entwickelten Geldkreislauf. Dieser war in Süditalien allerdings schon weit entwickelt, so dass die Marktvermittlung des Warenaustauschs schon weiter fortgeschritten war.
Giotto war zwischen 1293 und 1335 achtmal Prior, 1333 folgte er Tommaso in der Unternehmensleitung. Er war zugleich Kopf der Bankiersgilde, Gonfaloniere di Giustizia (ein Amt, das er mitgeschaffen hatte, um die Macht der Magnaten zu beschränken) und Capitano von Orsanmichele, sowie dreimal Konsul der Händlergilde. Er ordnete als Leiter der Münze das Münzwesen. Obwohl überaus reich, zeigen seine Bücher, dass er oftmals unter Mangel an barem Geld litt. Seine zwei Ehen brachten ihn in die bedeutenden Familien der Cavalcanti und der Donati. Allerdings geriet er damit auch in den Streit von Adelsfraktionen, vor allem den Adimari. Im Mai 1313 konnte er mit ihnen allerdings Frieden schließen.
Auf Giotto folgte 1336 in der Führung Bonifacio di Tommaso, der den englischen Wollhandel verstärken wollte, den Giotto bereits als Verlust abgeschrieben hatte. Dazu wollte er im Bunde mit den Bardi den englischen König Eduard III. mit über einer Million Florine subventionieren, genauer gesagt seinen Krieg gegen Frankreich. Dazu reiste Bonifacio nach England, wo er sich ab März 1338 aufhielt. Der König erklärte sich 1339 für zahlungsunfähig. Bonifacio starb er im Oktober 1340. Sein Bruder Pacino sollte die Geschäfte ab 1340 in Florenz fortführen. Dazu wurde er bereits drei Wochen nach Bonifacios Tod zum Leiter des Familienunternehmens gewählt. Er versuchte zunächst einmal Ordnung in die Bücher zu bringen. 1343 musste die Firma ihren Bankrott erklären. In der folgenden Krise gingen etwa 350 Firmen bankrott, Armut und Elend breiteten sich aus.
Im November 1343 musste ein Teil der Familie aus Florenz fliehen, während etwa Simone Peruzzi weiterhin in Amt und Würden blieb. 1344 wurden nicht weniger als fünf Peruzzi in das Amt des Schätzers oder Prüfers gewählt. Zumindest der Filippo-Zweig der Familie konnte seine Stellung auch nach dem katastrophalen Zusammenbruch wahren.

### Nach dem Bankrott von 1343

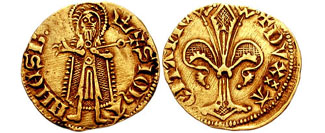
Florin aus der Münzpresse Edwards III. in Bordeaux, 1352. Die Münzherren waren nicht in der Lage, den Wert der Münze stabil zu halten, sodass die eigene Produktion wieder aufgegeben werden musste.

Der Schwarze Tod von 1348 traf nur wenige Familienmitglieder. Es scheint, als seien nur 7 von ihnen verstorben, was einem Anteil von 7 % der Familie entsprach. Viele Familien, auch vermögende, hatte es viel härter getroffen, wie etwa die Donati, von deren 31 männlichen Familienangehörigen 19 starben.
Für die Familie scheint der doppelte Zusammenbruch von Bankrott und Pest nur wenige Jahre nachgewirkt zu haben, obwohl nicht nur die Hauptteilhaber, sondern auch die Stillen Teilhaber mit ihrem vollen Vermögen hafteten. Dies änderte man in Florenz erst 1408. Schon 1347 waren die meisten Familienmitglieder wieder in Florenz und in Geschäften tätig. 1352 gehörten alle Familienmitglieder zum oberen Vermögensviertel der Bevölkerung, einige gehörten den oberen zehn Prozent an. Simone di Rinieri, Enkel des Pacino di Arnoldo, wurde in den 1350er bis 70er Jahren sogar wieder einer der reichsten Männer der Stadt. Der Rest der Familie lebte allerdings nicht mehr als Inhaber einer Compagnia, sondern saß auf dem Lande und lebte als Rentiers. Einige von ihnen übernahmen politische Ämter, wie das Priorat oder das des Gonfaloniere di Giustizia bis ins 16. Jahrhundert.
Auch lebten sie weiterhin überwiegend um die Florentiner Piazza de' Peruzzi in San Piero Scheraggio. Allerdings besaßen sie seit dem Bankrott kein gemeinsames Familienvermögen mehr. So verzeichnet der Kataster von 1427 28 Einzelfamilien mit einem Durchschnittsvermögen von rund 3000 Florin.

### Verdrängung durch die Medici (ab 1434)
Ridolfo Peruzzi, der sich 1434 der Rückkehr Cosimo de’ Medicis widersetzt hatte, musste ins Exil gehen. Er starb 1440 in Aquila. Die Peruzzi wurden von den Medici von jeder politischen Macht ferngehalten, viele verließen die Stadt. Unter ihnen war Antonio, der nach Volterra ging, wo er 1482 heiratete. Einer seiner Söhne war der Maler Baldassare Peruzzi.
Auch Luigi Peruzzi musste 1458 ins Exil nach Avignon gehen. Dort wurde er 1470 Erster Konsul. Er hinterließ eine Arbeit über Petrarca, die 1866 in Bologna veröffentlicht wurde.

## Forschungsgeschichte
Wie die beiden anderen großen Bankhäuser aus Florenz, so wurden die Peruzzi in zahlreichen historischen Werken zu Florenz, Italien und dem Mittelmeerraum erwähnt, doch erfolgten erst spät genauere Untersuchungen. Eine der ersten Arbeiten entstand 1918 durch Ephraim Russell, ihm folgte acht Jahre später eine Untersuchung von Armando Sapori.
Erst Edwin S. Hunt gelang es im Jahr 1994, eine Geschichte der Peruzzi zu schreiben, die ihr Herkommen und ihre Binnenstruktur, ihre Verflechtungen und ihre Kapitalbewegungen, ihre Kredit- und Finanztechniken beleuchtete. Er bezeichnete die Firma der Peruzzi als „super-company“, um sie einerseits von irreführenden Begriffen wie „multinational“ abzugrenzen, andererseits, um ihre herausragende, im Mittelalter nie wieder erreichte Stellung und Größenordnung zu bezeichnen.
Dabei ging das Unternehmen bereits fünf Jahre vor der ersten großen Pestwelle des Spätmittelalters bankrott, andererseits hatte es die schweren Krisen, die in der Summe als „Krise des Spätmittelalters“ bezeichnet werden, nicht nur überstanden, sondern war im Gegenteil enorm gestärkt worden. In dieser Krise waren sie weniger von den in Nordeuropa grassierenden Hungersnöten der Jahre 1315 bis 1317 betroffen gewesen als vielmehr dort, wo sie hauptsächlich agierten, nämlich im Mittelmeerraum. Daher trafen sie die Teuerungswellen ab den späten 1320er Jahren viel härter.